# Aeroporto de Alcântara
O aeroporto de Alcântara, é um aeródromo não comercial, pertencente ao CLA (Centro de Lançamento de Alcântara). O aeroporto possui a maior pista do Maranhão, com superfície de asfalto e 2600 metros de extensão, podendo receber aviões de grande porte como o Boeing 747.